# Peter Cameron
Peter Cameron (Pompton Plains, 29 novembre 1959) è uno scrittore statunitense.

## Biografia
Si è laureato in letteratura inglese  nel 1982, all'Hamilton College, nello stato di New York. Cameron ha vissuto a Pompton Plains, nel New Jersey, a Londra, e, in seguito, a New York.
Nel 1983 ha venduto il suo primo racconto al The New Yorker, sul quale ha successivamente pubblicato numerose altre storie. Il suo primo libro è stato una raccolta di racconti, dal titolo One Way or Another, pubblicato da Harper & Row nel 1986. Il suo secondo romanzo The Weekend, è stato pubblicato nel 1994 da Farrar, Straus & Giroux, che ha anche pubblicato Andorra, nel 1997 e The City of Your Final Destination, (in italiano: Quella sera dorata) nel 2002. 
Un giorno questo dolore ti sarà utile, un romanzo di formazione con protagonista un ragazzo diciottenne, è stato un grande successo nel 2007, poi trasformato nel film omonimo del 2011. Seguono i romanzi Cora Glynn, del 2012, e l'ultimo Cose che succedono la notte, pubblicato nel 2020.

## Opere

### Romanzi
- Quella sera dorata (The City of Your Final Destination, 2002), traduzione di Alberto Rossatti, Collana Fabula n.176, Milano, Adelphi, 2006, ISBN 978-88-459-2055-4.
- Un giorno questo dolore ti sarà utile (Someday This Pain Will Be Useful to You, 2007), traduzione di Giuseppina Oneto, Collana Fabula n.186, Milano, Adelphi, 2007, ISBN 978-88-459-2181-0.
- Coral Glynn (Coral Glynn, 2012), traduzione di Giuseppina Oneto, Collana Fabula n.247, Milano, Adelphi, 2012, ISBN 978-88-459-2688-4.
- Il weekend (The Weekend, 1994), traduzione di Giuseppina Oneto, Collana Fabula n.256, Milano, Adelphi, 2013, ISBN 978-88-459-2776-8.
- Andorra (Andorra, 1997), traduzione di Giuseppina Oneto, Collana Fabula n.268, Milano, Adelphi, 2014, ISBN 978-88-459-2861-1.
- Cose che succedono la notte (What Happens at Night, 2020), traduzione di Giuseppina Oneto, Collana Fabula n.359, Milano, Adelphi, 2020, ISBN 978-88-459-3507-7.
- Anno bisestile (Leap Year, 1990), traduzione di Giuseppina Oneto, Collana Fabula n.370, Milano, Adelphi, 2021, ISBN 978-88-459-3614-2.

### Raccolte di racconti
- In un modo o nell'altro (One Way or Another, 1986), traduzione di Luciana Bianciardi, Milano, Rizzoli, 1987, ISBN 978-88-176-7035-7.
- Paura della matematica, traduzione di Luciana Bianciardi, Collana Fabula n.198, Milano, Adelphi, 2008, ISBN 978-88-459-2292-3. - Collana gli Adelphi n.668, Milano, Adelphi, 2023, ISBN 978-88-459-3805-4. [raccoglie 7 racconti: Il mondo del ricordo (2008); gli altri pubblicati nel 1986: Memorial Day, Paura della matematica, Qualche scena del Lago dei Cigni, Compiti a casa, Lavori strani, Scorrimento veloce]
- Far-flung (1991)
- The Half You Don't Know (1997)
- Gli inconvenienti della vita, traduzione di Giuseppina Oneto, Collana Fabula n.339, Milano, Adelphi, 2018, ISBN 978-88-459-3324-0. [racchiude le due novelle: La fine della mia vita a New York (The End of My Life in New York), in O. Henry Prize Stories (2010); Dopo l'inondazione (After the flood), in Best American Short Stories (2014)]
- Che cosa fa la gente tutto il giorno?, traduzione di Giuseppina Oneto, Collana Fabula n.390, Milano, Adelphi, 2023, ISBN 978-88-459-3788-0. [il racconto che dà il titolo al libro è tratto dalla prima raccolta del 1986; gli altri sono apparsi su differenti riviste]

### Saggistica
- Andorra. Una guida turistica, traduzione di Giuseppina Oneto, tavole di Florent Morellet, Adelphi ebook, 2020, ISBN 978-88-459-8275-0.